# Administración de Servicios Generales
La Administración de Servicios Generales (en inglés General Services Administration, abreviada  GSA) es una agencia independiente del gobierno de los Estados Unidos, creada en 1949 para ayudar a controlar y apoyar el funcionamiento básico de las agencias federales.
La GSA suministra productos y comunicaciones para las oficinas del gobierno de los Estados Unidos, proporciona medios de transporte y oficinas para los empleados federales, y desarrolla en todo el gobierno las políticas de minimización de costos, y otras tareas de gestión.
La GSA emplea a cerca de 12.000 trabajadores federales y tiene un presupuesto anual de alrededor de $ 26.300 millones. La GSA supervisa $ 66.000 millones de contratación al año. Contribuye a la gestión de cerca de $ 500 mil millones en propiedades federales de los EE. UU., repartidas principalmente entre 8.300 edificios en propiedad y alquiler, y 210.000 vehículos del parque móvil. Entre los activos inmobiliarios gestionados por la GSA se encuentran el Edificio Ronald Reagan y el Centro de Comercio Internacional en Washington D. C., el mayor edificio Federal de EE. UU. tras el Pentágono y el Centro Federal Hart-Dole-Inouye (que había sido previamente el Sanatorio de Battle Creek, dirigido por John Harvey Kellogg).
Las líneas de actuación de la GSA incluyen el Servicio de Adquisición Federal y el Servicio de Edificios Públicos. Otras divisiones incluyen la Oficina de Políticas del Gobierno, y varias oficinas del personal, entre ellas la Oficina de Utilización de Pequeños Negocios, la Oficina de Derechos Civiles y la Oficina de Atención al Ciudadano y Comunicaciones. El portal oficial del gobierno de EE. UU., USA.gov, y el portal web en español de los servicios de gobierno de los EE. UU., GobiernoUSA.gov, son miembros de la familia de sitios web de la Oficina de Atención al Ciudadano y Comunicaciones, que también incluye pueblo.gsa.gov (el Centro Federal de Información Ciudadana), Kids.gov, ConsumerAction.gov y WebContent.gov.